# 下唐子古墳群

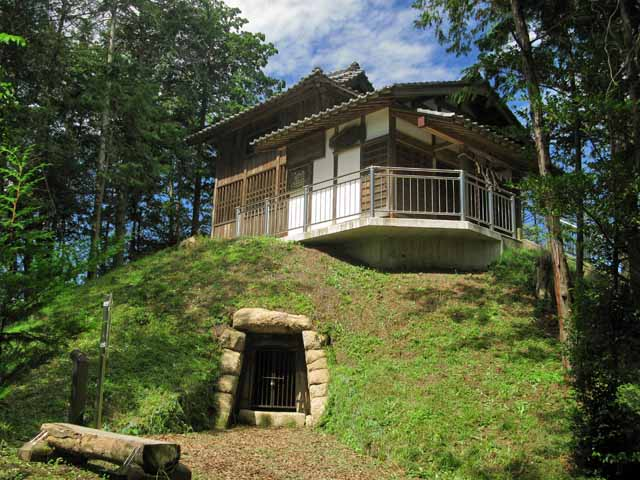
若宮八幡古墳

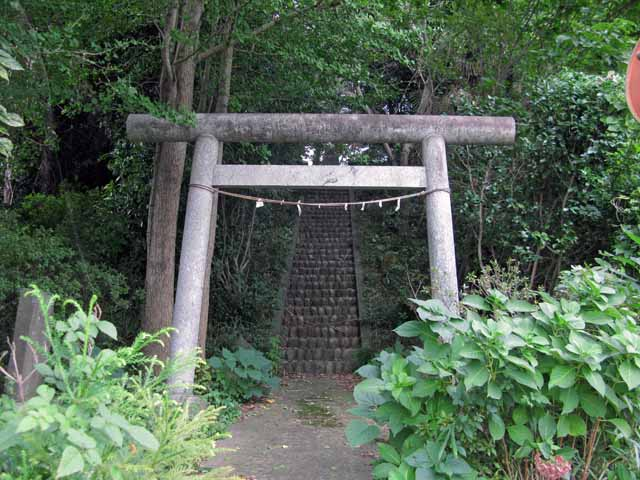
御嶽山古墳

下唐子古墳群（しもからここふんぐん）は、埼玉県東松山市にある古墳群。
石橋地内の塚原古墳群、原坂口古墳群、御嶽山古墳群の総称名である。かつてこの古墳群からは多くの遺物が掘り出され、一部は東京国立博物館に収蔵されている。
- 若宮八幡古墳（下唐子3号墳）
直径30メートルの円墳。塚原古墳群の中心的な古墳。埼玉県指定史跡。
- 冑塚古墳（下唐子2号墳）
原坂古墳群の中心となっている古墳。直径37メートル、高さ5メートルの2段構成の円墳。横穴式石室から金環2、銀環2、水晶製勾玉2、ガラス製勾玉2、硬玉製勾玉2、琥珀製小玉3、ガラス製小玉10、刀子2、鉄鏃48、馬具、須恵器15出土。これらの出土品は昭和40年8月10日付けで東松山市指定有形文化財に指定された。6世紀後半の築造。

- 御嶽山古墳（下唐子1号墳）
御嶽山古墳群の中心。未発掘のためその内容は不明。7世紀中頃の築造。